# 北アイスランド西部
北アイスランド西部（アイスランド語:Norðurland vestra）は、アイスランドにおける伝統的な地方区分の一つで、最も北側に存在する地方の一つである。最大の都市はソイザウルクロウクルで、人口は7,432人である（2023年時点）。